# MemoQ
memoQ es un software de traducción asistida por computadora para el sistema operativo Microsoft Windows. Es desarrollado por la empresa de software húngara Kilgray Fordítástechnológiai Kft. (Kilgray Translation Technologies), que ofrece software de gestión de traducción desde el año 2004 y que ha sido reconocida entre las empresas de mayor crecimiento en la industria de la traducción tecnológica en 2012 y 2013. memoQ provee terminología, memorias de traducción, integración de traducción automática, gestión de referencia en desktop, ambientes de aplicaciones web y cliente/servidor.

## Historia
memoQ una herramienta de traducción asistida comercializada por primera vez en el año 2006, fue el primer producto de Kilgray Translation Technologies. Kilgray fue fundada en Hungría por tres expertos en traducción asistida, Balázs Kis, István Lengyel y Gábor Ugray. El nombre de la empresa se deriva de los apellidos de sus fundadores. Desde su lanzamiento, memoQ ha crecido en popularidad y es actualmente una de las herramientas de traducción TenT más utilizadas en el mundo (fue reconocida como la segunda más utilizada en una encuesta llevada a cabo en el año 2010 a 458 traductores junto con SDL Trados, Déjà Vu, OmegaT y otras). Hoy está disponible en versión desktop para traductores (translators pro edition) y para project managers (project manager edition), y también la versión server de la herramienta que ofrece integración con la versión desktop y una interfaz para navegadores web. Actualmente existen foros activos que los usuarios utilizan para intercambiar consejos y know-how sobre memoQ. A su vez, también hay tutoriales en línea que fueron creados por entrenadores profesionales y usuarios activos. Antes de su debut, la versión (2.0) de memoQ fue distribuida de forma postcardware.

## Configuración
Desde 2013, todas las versiones de memoQ contienen los siguientes módulos:
Estadísticas de archivos
Recuento de palabras y comparación con la base de datos de la memoria de traducción, similitudes en contenido y frecuencia de etiqueta de formato. memoQ fue la primera herramienta de traducción asistida que permitió la ponderación de etiquetas de formato en su estadística de conteo, haciendo así visible el esfuerzo que supone la correcta colocación de las mismas en los documentos traducidos que son considerados durante la etapa de planificación. Otra innovación introducida fue el análisis de la homogeneidad de los archivos para la identificación de similitudes. El objetivo es siempre reducir el esfuerzo de los traductores a la hora de realizar su trabajo. Previamente, dichas similitudes habían sido identificadas sólo en repeticiones de segmentos exactos o en comparaciones con bases de datos de la unidad de traducción (memorias de traducción) de trabajos anteriores.
Grilla para traducir archivos
El texto de origen y el texto de destino de traducción se presentan en una grilla en forma de columnas. También se presentan otros paneles de información como la vista previa, el resaltado que destaca información similar en referencia a fuentes y resultados.
Gestión de memorias de traducción
Creación y gestión básica de base de datos para traducir información en varias lenguas (en el caso de memoQ, en dos lenguas) en unidades denominadas "segmentos". Esta información es usualmente intercambiada por sistemas de gestión de traducción y de asistencia utilizando formatos de archivo TMX. memoQ es también capaz de importar datos de la memoria de traducción en formato "delimited tex".
Gestión de terminología
Almacenamiento y gestión de terminología y metainformación sobre la terminología para asistir en la traducción o durante el control de calidad. memoQ puede importar datos en formatos TMX y delimited text y exportar en formatos delimited textyXML. memoQ también incluye una herramienta para la extracción estadística de terminología a partir de la elección de documentos para traducción, bases de datos de memorias de traducción y referencias corpora.
Gestión de información de referencia
Reconocidos con el nombre de «LiveDocs», esta es una colección de diversas fuentes de información que incluyen traducciones alineadas, archivos bitext de fuentes varias, información de referencia monolingual en diversos tipos y formatos así como otro tipo de archivos que los usuarios utilizan con objetivos de referencia. Los documentos que no son reconocidos por memoQ se abren utilizando aplicaciones externas. Una característica distinguida de memoQ en la alineación de textos bilingües es la alineación automática. Con memoQ no es necesario finalizar y transferir a la base de datos de la memoria de traducción para poder usarla como herramienta de comparación en nuevos textos. Además, los alineamientos pueden ser mejorados durante el curso de la traducción. En la práctica esto implica menos esfuerzo para mantener materiales de referencia heredados.
Control de calidad
Sirve principalmente para verificar la adherencia al criterio de calidad especificado por el usuario. Se pueden crear perfiles para hacer hincapié en flujos de trabajo para tareas específicas, tales como la verificación de formatos de etiquetas o la adhesión del texto a terminología específica.
Compartir memorias de traducción y bases de términos
Desde el lanzamiento de memoQ 2014 R2, es posible crear memorias de traducción desde Language Terminal y compartirlas hasta con 3 usuarios de memoQ. La introducción de esta forma colaborativa de compartir recursos de traducción es algo que los usuarios de memoQ pueden disfrutar gratuitamente.
Project Dashboard (Panel de Proyectos)
Desde el lanzamiento de memoQ 2015, memoQ contiene un panel de proyecto especialmente diseñado para facilitar el trabajo de gestores de proyectos. Esta interfaz brinda mayor visibilidad sobre los proyectos en curso y destaca especialmente aquellos que están fuera de la fecha de entrega. Las alertas del panel de proyecto ayudan a los gestores de proyectos a focalizar el trabajo en cuestiones urgentes. 
También hay otras funciones de soporte integradas a la herramienta como, por ejemplo, diccionarios ortográficos, listas de términos no traducibles o normas de corrección automática.

## Formato de documentos de origen soportados
memoQ 2013 soporta documentos en distintos formatos,[19] incluyendo formatos etiquetados como son XML, HTML, XLIFF, SDLXIFF (el formato de traducción nativo SDL Trados Studio), archivos OpenDocument y de texto plano; Microsoft Word, Excel y Power Point, y también algunos formatos Adobe como pueden ser PDF e InDesign. En este enlace puede conocer todos los formatos que soporta memoQ: Language and file formats.

## Manejo de memorias de traducción y glosarios
El formato memoria de traducción(MT) de memoQ es propietario y se almacena como un grupo de archivos en una carpeta con el nombre memoria de traducción. Datos externos pueden ser importados en formatos de texto delimitado y Translation Memory eXchange  (TMX); y los datos de la memoria de traducción pueden ser exportados como TMX. memoQ también trabaja con memorias de traducción alojadas en el servidor de memoQ y otras fuentes de traducción de memorias utilizando un plug-in. Las memorias de traducción de memoQ son bilingües.
Durante la traducción, los segmentos de traducción son comparados con las unidas de traducción almacenadas en la memoria de traducción. Automáticamente equivalencias exactas o aproximadas se mostrarán para poder ser insertadas en el texto durante proceso de traducción.
Los glosarios son manejados por un módulo de terminología integrado y pueden ser importados en formato de texto delimitado o TMX o MultiTerm XML. Estos incluyen dos o más lenguajes o variantes de lenguajes. La equivalencia de términos con glosarios puede basarse en distintos parámetros: capitalización, equivalencias aproximadas y otros factores. Los términos que queremos evitar pueden ser marcados como "prohibidos" en las propiedades de la entrada de glosario.

## Integración de la herramienta de traducción y postedición
memoQ integra a su esquema de trabajo traducción automática y postedición. Mediante la selección apropiada de condiciones y un plug-in para traducción automática, las unidades de traducción generadas automáticamente serán insertadas si es que no se encuentran equivalencias en una memoria de traducción activa. El traductor puede después editar la traducción automática para dar sentido a la misma. memoQ actualmente incluye plug-ins que soportan los siguientes sistemas: Globalese, iTranslate4.eu, KantanMT, Let's MT!, Systran MT, Google Translate, Microsoft Translator y un motor de pseudo-traduccioón. Se pueden integrar otros sistemas de traducción automática a través de la interfaz de programación de aplicaciones.

## Interoperabilidad con otras herramientas TAC
Los diseñadores de memoQ siguieron una política de interoperabilidad o compatibilidad funcional consistente con otras herramientas o procesos de traducción realizados por otros medios. Lo hicieron a través de la implementación de estándares como XLIFF y TMX, el manejo de formatos propietarios de otras herramientas de traducción asistida y la provisión de formatos de intercambio fácilmente manejados en otros entornos.

### Implementación de estándares
Como muchas otras herramientas de traducción asistida, memoQ implementa estándares tanto oficiales como de facto para el intercambio de archivos de traducción e información de referencia. Estos incluyen: XLIFF, XLIFF:doc and TMX para archivos de traducción; TMX y delimited text (no es un estándar pero si un formato común) para la traducción de datos de memoria importados, TMX para la exportación; y TBX, TMX, XML y delimited text para la importación de terminología, y XML y delimited text para su exportación.

### Soporte de formato propietario
Los formatos de soporte propietarios para otros entornos incluyen paquetes de proyectos Star Transit (PXF, PPF), SDL Trados Studio (SDLPPX, SLXLIFF), formatos de Trados más antiguos (TTX, bilingual DOC/RTF) y Wordfast Pro (TXML). En el caso de formato de paquetes de proyectos, los archivos de traducción y las memorias de traducción se transfieren bastante bien, pero otros paquetes de información como la terminología y la configuración de datos pueden ser no transferibles. Hay algunas limitaciones con los formatos de archivos de traducción, generalmente asociadas con elementos particulares como las estructuras de notas de pie en archivos DOC/RTF bilingües como WordFast o Trados Workbench. La exportación de terminología también soporta la configuración del XML definition propietario utilizado por SDL multiterm.

### Intercambio de formatos
memoQ soporta un número de intercambio de formatos para revisión y traducción:
- XLIFF para el trabajo en diferentes entornos, con extensiones propietarias (opcionales) para proveer información adicional a usuarios del mismo software.
- Un formato "bilingual doc" simplificado sustancialmente, compatible con las versiones antiguas de Trados Workbench y Wordfast Classic fromatting. No obstante, estos archivos son susceptibles de ser corrompidos si no se los utiliza con los recaudos necesarios.
- Un formato de tabla RTF robusto, que es usado en muchos casos para revisar, traducir o proveer feedback a través del filtrado de comentarios que hacen los traductores o revisadores. Este formato simplifica el involucramiento de aquellos traductores que no utilizan herramientas TAC, en tanto que la traducción, la revisión de texto o los comentarios pueden ser llevados a cabo en cualquier procesador de palabras que sea capaz de leer archivos RTF. Atril's y Déjà Vu introdujeron este enfoque y otros entornos lo han adoptado a lo largo de los años.